# La Quebrada

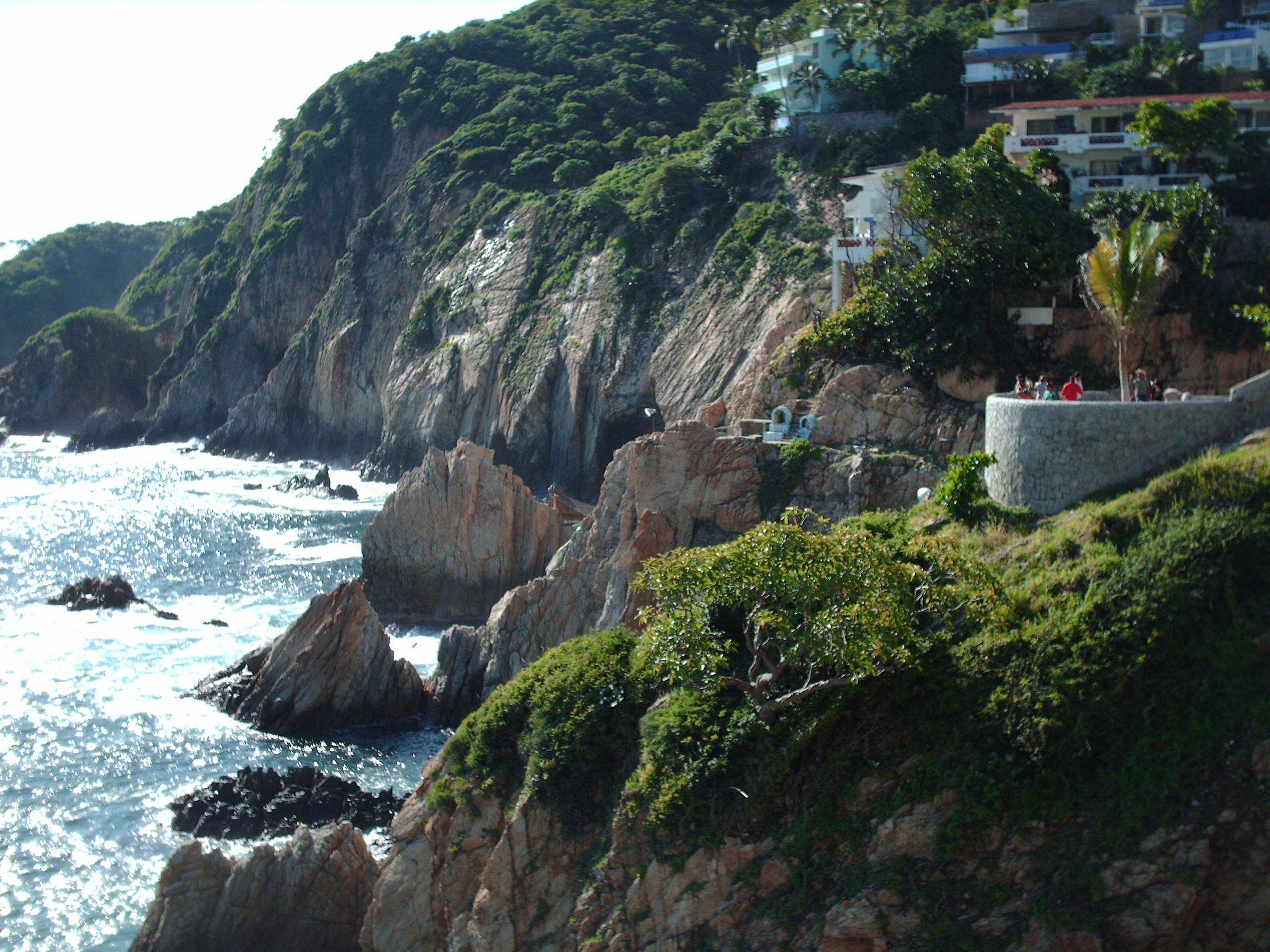
Veduta de La Quebrada nel 2006

La Quebrada è un alto strapiombo situato in un piccolo fiordo dell'Oceano Pacifico, nelle immediate vicinanze di Acapulco (Messico); è famoso per essere il luogo dove vengono effettuati tuffi di particolare spettacolarità da parte di giovani del luogo e turisti appassionati.
Lo strapiombo ha un'altezza di circa quarantacinque metri, anche se i tuffi avvengono per lo più da una quota di trentacinque metri sull'oceano.

## Caratteristiche
Il rito dei tuffi da La Quebrada sembra abbia avuto inizio in maniera ufficiale nel 1935; i protagonisti sono giovani del luogo e turisti appassionati che non si limitano al lancio ma, col solo abbigliamento da bagno, in precedenza effettuano anche la scalata dello strapiombo.
L'esercizio effettuato è potenzialmente di grande pericolosità, non solo per l'altezza ma soprattutto per il flusso e riflusso dell'oceano sottostante; un calcolo errato ed il conseguente tuffo durante la breve fase di bassa marea potrebbe portare ad un impatto mortale con le rocce sommerse.
Su una parte dello strapiombo sono presenti un sentiero protetto ed un ristorante; in cima è invece posta una piccola cappella dedicata a Nostra Signora di Guadalupe.